# Bernile Nienau
Rosa Bernhardine Nienau (Dortmund, 20 de abril de 1926-Múnich, 5 de octubre de 1943),  llamada normalmente Bernile o Berni, fue una niña alemana de origen judío, conocida como «la hija del Führer» debido a su estrecha amistad con el dictador Adolf Hitler que duró de 1933 a 1938.

## Biografía
Era hija de la enfermera Carolin Helwig (15 de marzo de 1892-26 de julio de 1962) y su esposo Bernhard Nienau (23 de junio de 1887-29 de febrero de 1926) que al igual que Hitler recibió la Cruz de Hierro de Primera Clase en la Primera Guerra Mundial, aunque murió poco antes de que su hija naciera. Bernile visitó Obersalzberg en 1932 por primera vez, entonces dijeron a Hitler que la niña cumplía años el mismo día que él, el 20 de abril. Debido a eso, al año siguiente cuando ella estaba entre la multitud fue invitada a venir con él y luego a su casa, donde pasearon juntos y tomaron fresas con crema de leche. Invitó a la familia a visitarle siempre que quisieran, cosa que hicieron.
Alguien descubrió que su abuela paterna era judía; Martin Bormann fue informado y avisó a los Nienau de que ya no eran bienvenidos. Todo eso ocurrió sin que se enterara de nada Hitler, el cual cuando preguntaba a Bormann porqué ella ya no lo visitaba y si tenía él algo que ver con ese asunto, respondía con evasivas. Finalmente, cuando su fotógrafo Hoffmann empezó a usar sus fotos como propaganda y a publicar un álbum de Hitler con muchos niños, se le informó de la situación de Nienau. Hitler reaccionó diciendo: «¡Hay gente [por Bormann] que tiene una gran genialidad estropeando todos mis pequeños placeres!».
A pesar de ser Viërteljudin (un cuarto de judía), no tuvo ningún prejuicio con ella y siguió viéndola y escribiéndose con ella de forma habitual hasta la entrada en guerra en septiembre de 1939. Él le regaló alguna vez fotos con flores pegadas, mientras que ella le cosía calcetines.

### Muerte
Bernile murió el 5 de octubre de 1943 en el Hospital de Munich, a los 17 años, debido a una poliomielitis. Se encuentra enterrada en el cementerio Westfriedhof de Múnich.